# Bisbat de Lebus
El Bisbat de Lebus (alemany Bistum Lebus; polonès Diecezja lubuska) fou una jurisdicció eclesiàstica de l'Església Catòlica Romana i un territori o principat eclesiàstic del Sacre Imperi Romanogermànic. Va existir del 1125 fins a 1598. La diòcesi incloïa àrees als dos costats de l'Oder al voltant de la ciutat de Lebus més tard anomenat Lubusz Land.

## Història
La diòcesi fou establerta vers 1125 pel duc de Piast Bolesau III Wrymouth de Polònia a les terres a l'oest de la Gran Polònia poblades per eslaus Polabias pagans, per contrarestar l'expansió oriental del Sacre Imperi Romanogermànic en temps d'Enric V del Sacre Imperi Romanogermànic i l'arquebisbat de Magdeburg. El duc Boleslau va ordenar la construcció de la Catedral de Sant Adalbert a Lebus, consagrada al sant patró diocesà Adalbert de Praga, que fou més tard destruïda. Lebus era una diòcesi sufragània de l'arquebisbat de Gniezno; un primer bisbe de nom Bernat, hiés documentat el 1133, que és idèntic Bernat d'Hispània, un missioner entre els pomeranis el 1122.
Amb la fragmentació de Polònia entre els fills de Bolesau la influència de l'Imperi va augmentar. Lebus va passar al ducat de Silèsia dominat pels hereus del fill primogènit de Boleslau Ladislau II l'Exilat, i l'àrea es convertia en una dominació imperial dels assentaments orientals (Ostsiedlung). Després de la mort del duc Silesià Enric II el Pietós a la batalla de Legnica de 1241, el seu fill Boleslau II el Calb el 1248 finalment va perdre la Terra de Lubusz a favor de l'arquebisbat de Magdeburg i dels ascanis marcgravis de Brandenburg, que començaven a adjuntar a les seves possessions com la Neumark (Marca Nova), els territoris a l'est de l'Oder. Mentre que els ascanis i els arquebisbes de la casa de Wettin competien per guanyar influència, la diòcesi mateixa romania subordinada a Gniezno i els bisbes de Lebus mantenien els interessos dels governants Piast polonesos. En vista de la pressió exercida per Brandenburg, els bisbes el 1276 movien la seu episcopal a Göritz (Górzyca) a l'est de l'Oder.

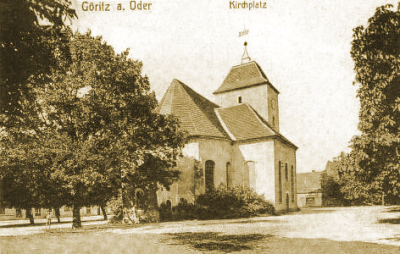
L'antiga catedral a Göritz/Górzyca a l'inici del segle XX

Quan el 1320 l'últim marcgravi ascani Enric II va morir sense hereus la disputa es va revifar. El bisbe Esteve II va donar suport a Ladislau I de Polònia en la seva campanya a la Neumark de Brandenburgian. En revenja la nova Dinastia Wittelsbach representada pel marcgravi Lluís V de Baviera i I de Brandenburg, va atacar Górzyca el 1325 i va demolir la catedral. El bisbe Esteve va fugir a Polònia i no fou fins al 1354 quan un acord va resoldre el conflicte entre el bisbe Enric II Bencz i el marcgravi Lluís II el Romà amb la reinstal·lació del bisbat a Lebus.
No obstant això el 1373 la catedral novament aixecada fou devastada una altra vegada per les tropes de l'Emperor Carles IV del Sacre Imperi Romanogermànic en el conflicte entre les cases imperials de Wittelsbach i Luxemburg sobre l'herència Brandenburgiana. El bisbe passa a residir a Fürstenwalde i el 1385 el Capítol de la catedral es traslladava també allí. No abans del 1424 l'elector de Brandenburg Frederic I de Hohenzollern va aconseguir separar el bisbat de Lebus de la seva dependència de Gniezno i assignar-lo com a sufragani a l'arxidiòcesi de Magdeburg. El 1518 els bisbes de Lebus adquirien les senyories de Beeskow i Storkow a la Baixa Lusàcia.
Com des de 1513 la casa de Hohenzollern també tenia el càrrec d'arquebisbes de Magdeburg, Lebus finalment girava cap a la Reforma Protestant i fou secularitzada el 1555. L'antic principat-bisbat s'incorporava finalment a Brandenburg, quan el 1598 l'últim administrador diocesà del bisbat Joaquim Frederic de Hohenzollern va esdevenir elector.

## Llegat
Quan el 1930 l'anterior àrea diocesana de Lebus passava a ser part de la nova diòcesi de Berlín, aquesta es va considerar hereva de Lebus - i tres altres diòcesis suprimides - i va adoptar l'escut de la diòcesi de Lebus com a part de l'escut de la de Berlín. Entre 1951 i 1972 la jurisdicció catòlica en les àrees de l'anterior diòcesi de Lebus annexionades pels polonesos, junt amb altres àrees, fpu oficialment titulada Administració Apostòlica de Cammin, Lebus i la prelatura de Schneidemühl (polonès Administracja Apostolska Kamieńska, Lubuska i Prałatury Pilskiej).

## Composició
Encara que considerablement petita la diòcesi era bastant opulenta; constava només d'un ardiaca, i les seves 172 parròquies es dividien en vuit rectories principals: Falkenhagen, Frankfurt an der Oder, Kostrzyn, Müncheberg, Ośno Lubuskie, Rzepin, Seelow i Sulęcin. El territori del príncep-bisbe estava constituïa per les tres batllies (ämter) de Lebus, Fürstenwalde i Beeskow.

## Bisbes de Lebus
- 1133–1141 Bernat
- 1148–1158 Esteve I
- ?−1180 Gaudenci
- ?−1189 Przecław
- 1193 Arnold de Mogilno
- 1196–1201 Ciprià (bisbe de Wrocław 1201-1207)
- 1201–1233 Llorenç
- 1233–1244 Enric I
- 1248–1250 Nanker
- 1252–1273 Guillem I
- 1274–1284 Guillem II, va traslladar la seu a Górzyca el 1276
- 1284–1299 Conrad
- 1300- ? Joan I
- 1311–1313 Frederic I
- 1326–1345 Esteve II (electe des de 1317)
- 1345–1352 Apeczko de Ząbkowice
- 1353–1366 Enric II Bencz
- 1366–1375 Pere I d'Opole
- 1375–1382 Wenceslau II de Liegnitz (bisbe de Wrocław)
- 1382–1392 Joan II de Kittlitz (Bisbe de Meissen 1393-1398, va traslladar la seu a Fürstenwalde el 1385)
- 1393–1397 Joan III Frost (bisbe d'Olomouc 1397-1403)
- 1397–1418 Joan IV de Borsnitz (arquebisbe d'Esztergom des de 1420)
- 1420–1423 Joan V de Waldow (bisbe de Brandenburg 1415-1420)
- 1423–1436 Joan VI de Waldow
- 1424–1436 Cristòfol de Rotenhan
- 1437–1439 Pere II de Burgsdorff
- 1440–1443 Conrad II Kron
- 1443–1455 Joan VII de Dreher
- 1455–1483 Frederic II Sesselmann
- 1484–1486 Libori de Schlieben
- 1487–1490 Lluís de Burgsdorff
- 1490–1523 Dieteric de Bülow
- 1524–1550 Jordi de Blumenthal
- 1550–1555 Joan VIII d'Horneburg
- 1555–1598 Joaquim Frederic, Elector de Brandenburg